# Jacques Piot
Pour les articles homonymes, voir Piot.
Jacques Piot, né le 3 février 1925 à Saint-Fargeau dans l'Yonne et mort le 2 septembre 1980 dans le 15e arrondissement de Paris, est un homme politique français.

## Biographie

### Jeunesse et carrière professionnelle
Jacques Piot naît à Saint-Fargeau, au cœur de la Puisaye, où son père est installé comme notaire. A 18 ans à peine il rejoint la Résistance, avant de s’engager à l’été 1944 dans le 1er bataillon de parachutistes, dit « premier bataillon de choc ». Il combat jusqu’à l’armistice en Allemagne et est démobilisé en 1946. Ses états de service lui valent d’être décoré de la croix de guerre 1939-1945. Jacques Piot effectue ses études supérieures à la Faculté de droit de Paris dans la deuxième moitié des années 1940. Il travaille ensuite comme clerc de notaire, avant de s’installer à la tête de sa propre étude à Chéroy, dans le nord-ouest de l’Yonne. 

### Parcours politique local
En 1955, Jacques Piot devient secrétaire général de la fédération icaunaise du Centre national des indépendants et paysans (CNIP), dominée par les personnalités de Jean Moreau et de Jean Chamant. En mars 1959, Jacques Piot entre au conseil municipal de Chéroy en qualité d’adjoint au maire. Il est ensuite élu président du syndicat des communes du Gâtinais en octobre 1959, puis conseiller général du canton de Chéroy en 1964. 
Ce parcours de notable local se double de responsabilités partisanes. Jacques Piot, qui a suivi Jean Chamant dans son soutien à Valéry Giscard d’Estaing lors de l’éclatement du CNI en 1962, devient secrétaire général de la fédération des Républicains indépendants dans l’Yonne en 1967. 

### Election au Sénat
Le 22 septembre 1968, il est élu Sénateur de l’Yonne. Quoique membre des Républicains indépendants, il s’apparente au groupe UDR du Sénat puis le rejoint pleinement à partir de mai 1971. Il est signataire de l'« appel des 43 » en faveur d'une candidature de Valéry Giscard d'Estaing à l'élection présidentielle de 1974. Sa carrière politique se déroule désormais au sein des formations politiques qui se réclament du gaullisme.
Le jeune sénateur de l’Yonne se fait remarquer par son goût du travail législatif et son sérieux, qui lui valent de devenir secrétaire du Sénat, puis vice-président de la Commission des lois constitutionnelles, de législation, du suffrage universel, du règlement et de l’administration général du Sénat. Il est désigné comme rapporteur de textes importants comme la loi « anti-casseurs ». Jacques Piot soutient les gouvernements de Jacques Chaban-Delmas et de Pierre Messmer entre 1968 et 1973. Il approuve notamment la création des régions. Il devait du reste siéger au Conseil régional de Bourgogne dans les années 1970.

### Election à l'Assemblée Nationale et 1er mandat (1973-1978)[3]
A l’approche des élections législatives de mars 1973, Gaston Perrot, ancien maire de Sens et député sortant UDR de la Troisième circonscription de l'Yonne, fait connaître son intention de se retirer. C’est avec l’investiture de l’UDR et des Républicains indépendants qu’il s’y porte candidat. 
Jacques Piot arrive en tête du premier tour avec 34% des suffrages exprimés. Une semaine plus tard, 56,6% des voix se portent sur le notaire icaunais, qui est élu député face à Jean Cordillot. Il démissionne alors de son mandat de sénateur et s’inscrit au groupe de l’UDR à l’Assemblée nationale. 
Ce juriste de formation y rejoint la Commission des lois. Jacques Piot intervient à 38 reprises dans l’hémicycle et dépose 3 propositions de lois au cours de la Ve législature. Il s’impose comme un des meilleurs spécialistes de l’Outre-mer français et en particulier des territoires situés dans l’Océan pacifique. Le député de l’Yonne est désigné comme rapporteur pour avis du budget des départements d’outre-mer pour 1975 et 1976, puis du budget des territoires d’outre-mer pour 1977 et 1978.
Jacques Piot s’illustre sur un autre terrain au début de la Ve législature. Il lui revient en effet de défendre la réduction à cinq ans du mandat présidentiel lors du débat du 16 octobre 1973. L’élu bourguignon, notaire de profession, s’intéresse également au droit successoral, dont relèvent deux des propositions de lois qu’il dépose entre 1973 et 1978.
La voix de Jacques Piot ne manque pas aux gouvernements Messmer, Chirac puis Barre. S’il a soutenu certains des projets « libéraux » du président Giscard d’Estaing comme l’extension de la saisine du Conseil constitutionnel (10 octobre 1974) ou la création du divorce par consentement mutuel (4 juin 1975), il vote cependant contre la légalisation de l’interruption volontaire de grossesse, le 28 novembre 1974.
Le maire de Chéroy est réélu conseiller général lors de cantonales pourtant très difficiles pour la majorité en mars 1976. Il devient secrétaire de la fédération RPR de l’Yonne en décembre 1977. 

### Réélection à l'Assemblée et second mandat (1978-1980)
Jacques Piot, qui préside la Commission des affaires économiques du Conseil régional de Bourgogne depuis 1974, sollicite le renouvellement de son mandat parlementaire aux élections de mars 1978. Il adopte un discours très anticommuniste dans sa profession de foi et invite les électeurs à rejeter « le chaos » auquel conduirait « l’aventure du collectivisme ». Largement en tête au premier tour (45,6% des suffrages exprimés), Jacques Piot défait Jean Cordillot le 19 mars 1978 et est réélu député par 55,1% des électeurs de la 3ème circonscription de l’Yonne.
Son activité parlementaire reste très soutenue à la fin des années 1970, il reste Rapporteur du budget des territoires d’outre-mer pour 1978 et 1979.
Les questions de sécurité et de libertés publiques valent à Jacques Piot d’accéder à une certaine notoriété sous la VIe législature. A l’automne 1978, il rapporte un projet de loi relatif à l’exécution des peines d’emprisonnement. Jacques Piot en est le rapporteur.

### Décès et hommage
Il s’éteint à son domicile parisien dans la nuit du 1er au 2 septembre 1980. C’est à l’occasion de la séance publique du 2 octobre que ses collègues députés rendent hommage à cet élu respecté, qui n’avait guère connu l’échec que lors d’une municipale partielle à Sens en janvier 1979. 
Le président Chaban-Delmas salue alors en Jacques Piot « un bon législateur, un véritable défenseur de la justice », un travailleur « infatigable » qui « avait tout naturellement pris le parti de la tolérance et du dialogue » et « supportait mal les querelles personnelles ».

## Détail des fonctions et des mandats
Mandats parlementaires
- 11 mars 1973 - 2 avril 1978 : Député de la 3e circonscription de l'Yonne
- 19 mars 1978 - 2 septembre 1980 : Député de la 3e circonscription de l'Yonne
- 22 septembre 1968 - 11 mars 1973 : Sénateur de l'Yonne